# Jankowice Wielkie
Jankowice Wielkie, niem. Gross Jenkwitz – wieś w Polsce położona w województwie opolskim, w powiecie brzeskim, w gminie Olszanka.

## Nazwa
Jankowice to nazwa patronomiczna charakterystyczna dla wielu obszarów słowiańskich, w tym również na Śląsku. Pochodzi najprawdopodobniej od imienia Janek, Janko. Pierwsze wzmianki o niej pochodzą z roku 1352 – Jankowicz. Historia wsi jest bardzo podobna do większości miejscowości z dzisiejszej gminy Olszanka mocno ze sobą związanych choćby przez ród Pogorzelów – właścicieli okolicy od XIII do XVI wieku i kolonizację niemiecką.
Na terenie miejscowości działają LZS, Ochotnicza straż pożarna oraz Stowarzyszenie rozwoju wsi "Janko".

## Zabytki

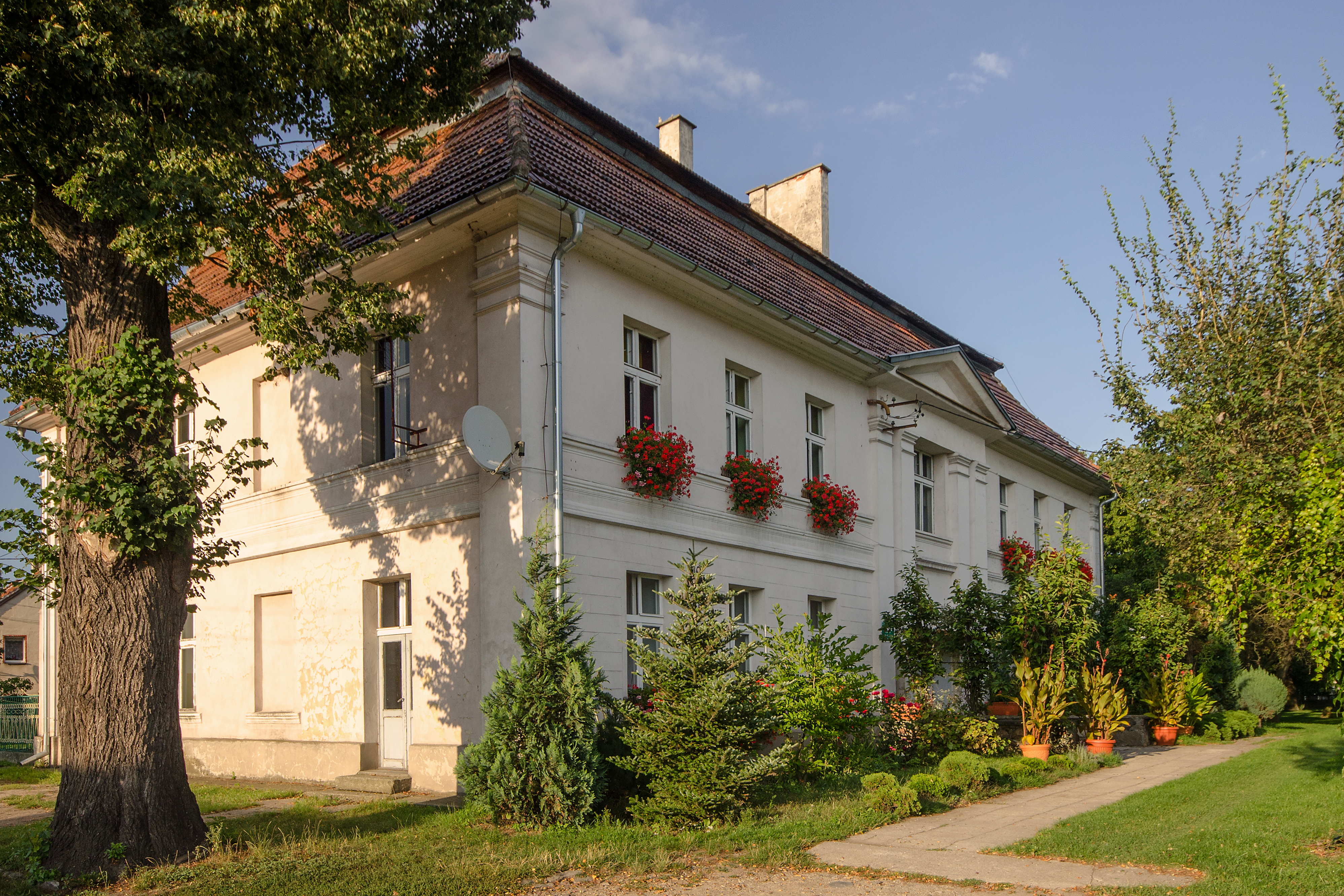
Dwór w Jankowicach Wielkich

Do wojewódzkiego rejestru zabytków wpisany jest:
- kościół fil. pw. Wniebowzięcia NMP, gotycki, z pocz. XIV w.; kroniki wspominają o nim w roku 1483. Od 1535 roku do 1945 był świątynią ewangelicką. Ołtarz główny pochodzi z przełomu XVII i XVIII wieku z rzeźbami aniołów. Współczesna mu ambona z płaskorzeźbami czterech ewangelistów i bogata dekoracją. Chór i barokowa chrzcielnica z XVIII w. rzeźby Mojżesza i św. Jana Chrzciciela z końca XVII w. Nagrobne płyty renesansowe
- zespół dworski, z poł. XIX w.:
  - dwór zbudowany ok. 1800 roku w stylu klasycystycznym o dwutraktowym układzie wnętrz z sienią i klatką schodową pośrodku. W sąsiedztwie dworu znajdują się zabudowania folwarczne z XIX wieku
  - oficyna
  - obora
  - stodoła
- dom obok kościoła, obecnie szkoła, z poł. XIX w.